# Tullio Baraglia
Tullio Baraglia (Trezzone, 21 de julio de 1934-Gera Lario, 23 de noviembre de 2017) fue un deportista italiano que compitió en remo.
Participó en dos Juegos Olímpicos de Verano en los años 1960 y 1968, obteniendo dos medallas, plata en Roma 1960 y bronce en México 1968. Ganó una medalla de oro en el Campeonato Europeo de Remo de 1961.

## Palmarés internacional
| Juegos Olímpicos   | Juegos Olímpicos          | Juegos Olímpicos  | Juegos Olímpicos   |
| Año                | Lugar                     | Medalla           | Prueba             |
| ------------------ | ------------------------- | ----------------- | ------------------ |
| 1960               | Roma (Italia)             | Medalla de plata  | Cuatro sin timonel |
| 1968               | Ciudad de México (México) | Medalla de bronce | Cuatro sin timonel |
| Campeonato Europeo |                           |                   |                    |
| Año                | Lugar                     | Medalla           | Prueba             |
| 1961               | Praga (Checoslovaquia)    | Medalla de oro    | Cuatro sin timonel |